# Gümüşdere, Sarıyer
Gümüşdere là một xã thuộc huyện Sarıyer, tỉnh Istanbul, Thổ Nhĩ Kỳ. Dân số thời điểm năm 2010 là 2.14 người.